# Université Pace
L’université Pace (Pace University) est une université privée, composée de plusieurs campus, située dans l'État de New York, et dont l'un des campus est situé dans l'arrondissement de Manhattan, à New York. L'université a été créée par deux frères, Homer S. et Charles A. Pace, en 1906. Le projet initial des deux frères était de créer une école de commerce mixte. L'actuel et sixième président de l'université est Stephen Friedman.
L'université est surtout renommée pour sa Law School, (école de droit), qui a reçu une distinction du magazine U.S. News & World Report, qui recense les meilleurs universités du pays dans différents domaines. De même, la Lubin School of Business, école de commerce, a été primée à la fois pour son bachelor's degree et son MBA.

## Histoire
En 1906, les frères Pace, Homer et Charles fondent l'école Pace and Pace, une école de commerce mixte. Lors de la première année, en 1906, la classe est composée de dix hommes et de trois femmes. Les deux frères fondateurs de l'école de comptabilité Pace, Homer et Charles Pace donnent eux-mêmes les cours de comptabilité et de droit commercial. Les cours se déroulent alors dans l'ancien New York Tribune Building, bâtiment du New-York Tribune, où une salle de classe avait été acquise par les deux frères moyennant un prêt de 600 dollars. En raison de sa rapide croissance au cours des ans, l'université sera contrainte de déménager à plusieurs reprises, ne possédant pas de campus attitré.
En 1948, l'école reçoit le titre de « collège » (université à cycle court, différente de l'university) par le New York State of Board, et, en 1951, l'université acquiert son premier campus dans le sud de Manhattan, situé au 41 Park Row, qui fait toujours partie de l'université aujourd'hui. Le campus de Pleasantville, situé dans le comté de Westchester est quant à lui créé en 1963. En 1969, le principal bâtiment du campus, le One Pace Plaza, est achevé, il est construit à la place du bâtiment du New-York Tribune, qui avait été le premier bâtiment à accueillir l'université en 1906. En 1973, l'université acquiert le titre d'« university ». Peu de temps après, en 1975, un nouveau campus est créé à White Plains, où est actuellement située la Law School (l'école de droit).
En 2006, l'université a fêté son centenaire au campus de Pleasantville, réunissant les anciens élèves de l'université, ainsi que son personnel. À cette occasion, l'ancien président des États-Unis Bill Clinton a prononcé un discours, et reçu le titre honorifique d’Honorary doctorate of humane letters from Pace. Le Briarcliff College fut quant à lui créé en 1977.

## Schools et Colleges
Les universités américaines en général, et Pace University en particulier, regroupent plusieurs types d'écoles. L'enseignement dispensé à Pace University est donc général, et est constitué de nombreux domaines : droit, commerce, informatique, etc. Deux types d'établissements sont présents, les schools (cycles longs) et les colleges (cycles courts). Voici le nom des différentes écoles, et leur année de création.
- Lubin School of Business (1906)[2]
- Dyson College of Arts & Sciences (école des arts et de science) (1966)[3]
- Lienhard School of Nursing (école d'infirmières) (1966)[4]
- School of Education (école d'éducation, futurs professeurs et éducateurs) (1966)[5]
- School of Law (école de droit) (1976)[6]
- School of Computer Science & Information Systems (école de sciences informatiques) (1983)[7]
- Pforzheimer Honors College (2003)[8]

## Les campus
À l'instar de plusieurs universités de la ville de New York, Pace University et composée de plusieurs campus répartis dans le comté de Westchester, et dans la ville de New York. 

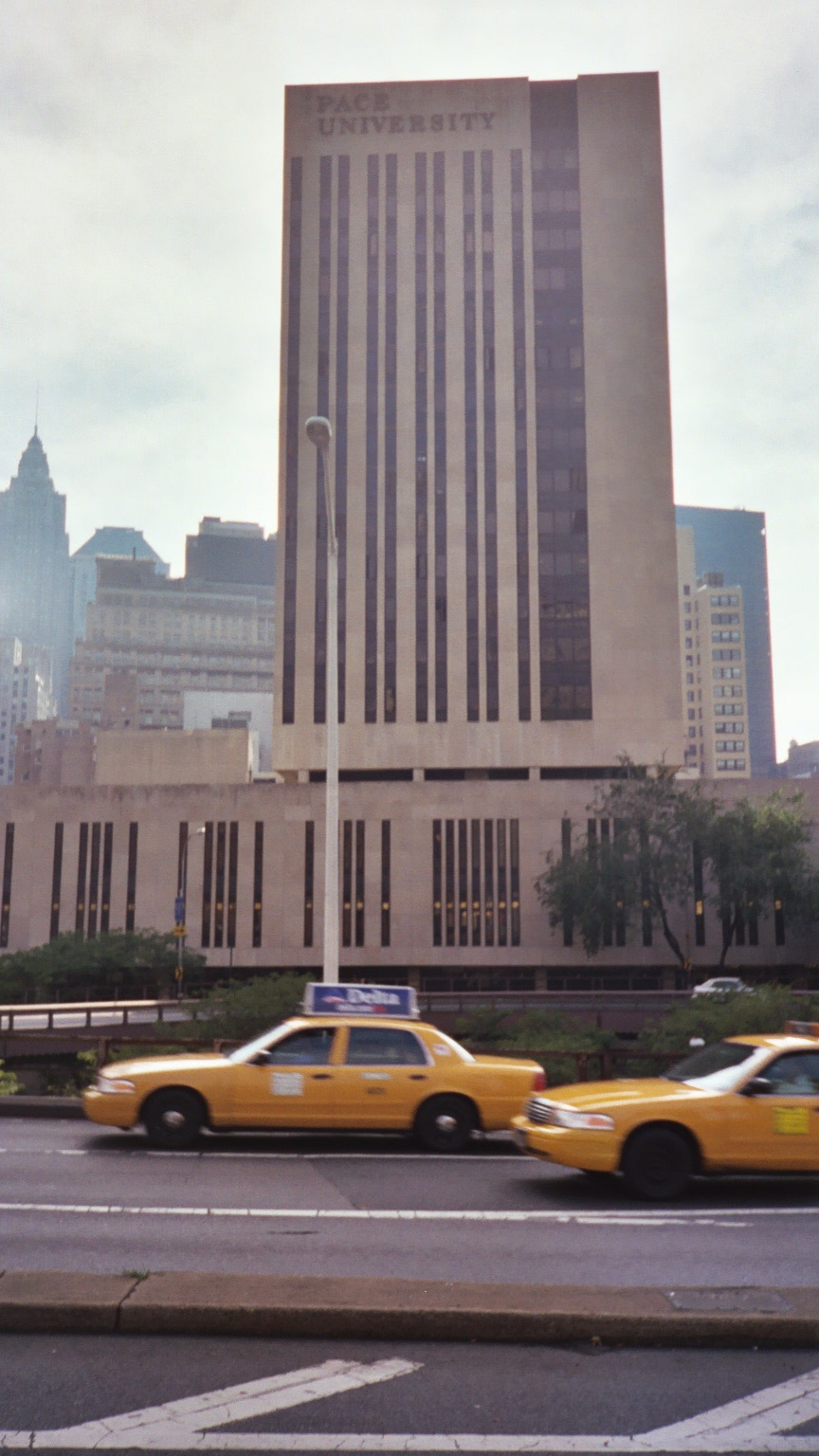
Vue de la One Pace Plaza depuis le pont de Brooklyn.

### New York[9]
Le campus de New York est situé dans le Financial District dans le sud de Manhattan, là où l'université a été fondée. Ce campus, composé de plusieurs bâtiments est ainsi situé à quelques pas de plusieurs lieux importants de Manhattan parmi lesquels Wall Street, le World Trade Center ou encore Chinatown. La surface totale du campus de Manhattan s'élève à 8,8 hectares (950 000 square feet).
Le principal bâtiment, le One Pace Plaza est situé directement en face de la mairie, et à proximité du Brooklyn Bridge. Il abrite la plupart des salles de classe, des bureaux administratifs et un amphithéâtre de 750 places. Le 41 Park Row, autre bâtiment de l'université, correspondait au quartier général du New York Times au XIXe siècle, abrita aujourd'hui de nombreux bureaux de l'université, une bibliothèque et quelques salles de classe. Ce bâtiment abrite également le laboratoire Haskins (250 m²).
L'université possédait également un étage de la tour nord du World Trade Center, qui a été détruite lors des attentats du 11 septembre 2001. Cette perte (4 268 m2) a été compensée par l'acquisition de nouveaux locaux, dans les bâtiments de 157 William Street, 161 William Street et 163 William Street. Ces nouveaux bâtiments abritent la Seidenberg School of Computer Science & Information Systems (école de sciences informatiques) et les bureaux de l’English Language Institute (institut de langue anglaise pour les étudiants étrangers.)
Concernant les résidences universitaires, Pace University possède des dortoirs aux derniers étages de sa tour du One Pace Plaza et des résidences à l'hôtel St George, et dans le quartier de Brooklyn Heights. Un service de navettes a ainsi été mis en place pour relier le campus de Manhattan aux résidences universitaires.
Pace university possède en outre un lycée (Pace University High School) situé à une dizaine de blocks du campus de l'université.

### Campus de Westchester
Deux campus de l'université sont situés dans le comté de Westchester, le campus de Pleasantville, et le campus de White Plains.
L'université a implanté son campus à Pleasantville en 1963. Le campus est situé sur l'ancienne propriété de l'ancien vice-président de la General Foods Corporation. Le campus est ainsi situé sur les restes d'une ancienne ferme. Il est avant tout destiné aux programmes de recherche environnementaux, et les anciens équipements de la ferme servent à un programme d'études basé sur les sports équestres.
Le campus de White Plains est situé à trente minutes en train au nord de la ville de New York. Il comprend l'école de commerce (The Evelyn & Joseph I. Lubin Graduate Center), ainsi que l'école de droit. (Pace University School of Law).

### Hudson Valley
Le campus de Hudson Valley est situé à New Windsor, dans le comté d'Orange. Les locaux n'occupent qu'une surface de 510 mètres carrés (5 500 square feet), à proximité de l'aéroport international Stuart, près de la ville de Newburgh.

### Shanghai MS Accounting Program
Depuis 2000, Pace University a implanté une section Master of Science (maîtrise) en comptabilité, pour les étudiants chinois à Shanghai, la ville la plus peuplée de Chine. Les locaux sont implantés dans la Shanghai University of Finance and Economics, réputée comme l'une des plus grandes écoles de commerce du pays.